# Provincia de Balj
Balj (en persa: بلخ) es una de las 32 provincias de Afganistán, ubicada al norte del país. La capital es Mazar-e Sarif (en tayiko y dari Mazār-e Šarīf, en pastún Mazār-i Šarīf). Algunas ciudades importantes son Balj, Dawlatabad (en tayiko y darí Dawlātābād), Qarchi Gak, Sulgara (en tayiko y darí Šulgara) y Tash Gozar.

## Geografía
La provincia está situada en la parte norte de Afganistán, en el límite con Uzbekistán al norte, con Tayikistán al noreste, con la Provincia de Kunduz al este, con la Provincia de Samangān al sureste, con la Provincia de Sar-e Pul al sudoeste y con la Provincia de Jawzjān al oeste.La provincia cubre una superficie de 16.840 km². Casi la mitad de esa superficie es un terreno montañoso o semimontañoso (48,7%) mientras que la otra mitad (50,2%) comprende terrenos llanos.

### Organización territorial
La provincia está dividida en 15 distritos, los cuales son:

Distritos de la Provincia de Balkh.

| Distrito       | Capital | Población | Superficie | Notes                                             |
| -------------- | ------- | --------- | ---------- | ------------------------------------------------- |
| Balkh          |         | 97.055    |            |                                                   |
| Chahar Bolak   |         | 69.975    |            |                                                   |
| Chahar Kint    |         | 32.306    |            |                                                   |
| Chimtal        |         | 81.311    |            |                                                   |
| Dawlatabad     |         | 79.638    |            |                                                   |
| Dihdadi        |         | 66.009    |            |                                                   |
| Kaldar         |         | 17.932    |            |                                                   |
| Khulmi         |         | 49.207    |            |                                                   |
| Kishindih      |         | 49.083    |            | Subdividido en 2005                               |
| Marmul         |         | 9.510     |            |                                                   |
| Mazar-e Sharif |         | 375.181   |            |                                                   |
| Nahri Shahi    |         | 38.791    |            |                                                   |
| Sholgara       |         | 85.269    |            |                                                   |
| Shortepa       |         | 30.314    |            |                                                   |
| Zari           |         | 42.367    |            | Creado en 2005 a partir del distrito de Kishindih |

## Demografía
Balkh tiene una población total de 1.123.948. Los taykos son la etnia mayoritaria de la provincia, seguidos por los pastunes, uzbekos y hazaras. Los idiomas hablados son el dari (50%), el pastún (27%), el turcomano (11,9%) y el uzbeko (10,7%).